# Coelioxys rufispina
Coelioxys rufispina är en biart som beskrevs av Walker 1871. Coelioxys rufispina ingår i släktet kägelbin, och familjen buksamlarbin. Inga underarter finns listade i Catalogue of Life.